# Marcela Pavkovčeková
Marcela Pavkovčeková (* 21. April 1977 in Liptovský Mikuláš) ist eine ehemalige slowakische Biathletin.
Marcela Pavkovčeková, die für den KB Osrblie startende Sportlehrerin aus Liptovský Hrádok, betreibt seit 1995 Biathlon. Ihr Weltcupdebüt gab sie als 19-Jährige in Hochfilzen als 74. in einem Einzel. Ihr erstes herausragendes Ergebnis erreichte sie mit Martina Halinárová, Anna Murínová und Soňa Mihoková als Vierte im Team bei den Biathlon-Weltmeisterschaften 1997 in Osrblie. Bei den anschließenden Juniorenweltmeisterschaften in Forni Avoltri gewann sie hinter der Ukrainerin Tetjana Rud die Silbermedaille. Ihr nächstes gutes Ergebnis erreichte sie 1998 bei den wiederum in Osrblie stattfindenden Weltmeisterschaften im Sommerbiathlon. Im Sprint wurde sie hier Siebte. Ihre Heimat Osrblie blieb ein gutes Pflaster für die Slowenin, 1998 gewann sie als 25. in der Verfolgung hier auch ihren ersten Weltcuppunkt. Bei den Europameisterschaften in Zakopane gewann sie mit Halinárová, Mihokova und Murinova Staffelgold. Auch im Weltcup konnten diese vier häufig gute Ergebnisse mit der Staffel verzeichnen.
2002 nahm Pavkovčeková an den Olympischen Winterspielen in Salt Lake City teil. Nach einem 33. Platz im Einzel erreichte sie als Staffelfünfte ihr bestes Ergebnis bei einem Großereignis. Es dauerte bis 2005, dass Pavkovčeková es als Achte schaffte, erstmals bei einem Einzel in Hochfilzen unter die besten Zehn zu laufen. In dieser Saison nahm sie als Höhepunkt zum zweiten Mal an Olympischen Winterspielen teil. In Turin belegte sie als 22. im Einzel und als 29. im Sprint achtbare Plätze. In der Verfolgung wurde sie wie 13 andere Starterinnen von der grandios laufenden Kati Wilhelm überrundet und somit aus dem Rennen genommen. Die Staffel, die mittlerweile ihren Zenit überschritten hatte, kam in ihrer langjährigen Besetzung nochmals auf einen zehnten Platz.

## Biathlon-Weltcup-Platzierungen
Die Tabelle zeigt alle Platzierungen (je nach Austragungsjahr einschließlich Olympische Spiele und Weltmeisterschaften).
- 1.–3. Platz: Anzahl der Podiumsplatzierungen
- Top 10: Anzahl der Platzierungen unter den ersten zehn (einschließlich Podium)
- Punkteränge: Anzahl der Platzierungen innerhalb der Punkteränge (einschließlich Podium und Top 10)
- Starts: Anzahl gelaufener Rennen in der jeweiligen Disziplin
- Staffel: inklusive Mixed-Staffel

| Platzierung | Einzel | Sprint | Verfolgung | Massenstart | Team | Staffel | Gesamt |
| ----------- | ------ | ------ | ---------- | ----------- | ---- | ------- | ------ |
| 1. Platz    |        |        |            |             |      |         |        |
| 2. Platz    |        |        |            |             |      |         |        |
| 3. Platz    |        |        |            |             |      |         |        |
| Top 10      | 1      |        |            |             | 1    | 26      | 28     |
| Punkteränge | 4      | 3      | 3          | 1           | 2    | 35      | 48     |
| Starts      | 32     | 75     | 33         | 1           | 2    | 37      | 180    |

## Weblink
- Marcela Pavkovčeková in der Datenbank der IBU (englisch)

| Personendaten    | Personendaten                                |
| ---------------- | -------------------------------------------- |
| NAME             | Pavkovčeková, Marcela                        |
| ALTERNATIVNAMEN  | Pavkovcekova, Marcela; Pavkovceková, Marcela |
| KURZBESCHREIBUNG | slowakische Biathletin                       |
| GEBURTSDATUM     | 21. April 1977                               |
| GEBURTSORT       | Liptovský Mikuláš                            |